# Byzantinische Architektur

Außenansicht der Hagia Sophia (heutiger Bauzustand)

Die byzantinische Architektur umfasst die Architektur, die während des Byzantinischen Reiches, sowie in den von der byzantinischen Kunst geprägten Ländern Albanien, Armenien, Bulgarien, Georgien, Kosovo, Serbien und Russland entstanden ist. Das Byzantinische Reich entwickelte sich aus der östlichen Hälfte des Römischen Reiches und ist nach Byzanz benannt, das seit 330 (als Konstantinopel) Hauptstadt Ostroms war. Hier finden sich die bedeutendsten Zeugnisse der byzantinischen Architektur. Diese Bauphasen lassen sich grob in drei Perioden einteilen: die frühe, die mittlere und die späte (komnenische und palaiologische) Epoche.

## Bedeutende Bauwerke
Die frühe byzantinische Architektur ist im Wesentlichen eine Fortsetzung der Römischen Architektur. Aus dieser entwickelte sich nach und nach ein Stil, der Einflüsse aus dem Nahen Osten aufnahm. In der Gestaltung der Kirchenarchitektur war das Griechische Kreuz für den Grundriss maßgeblich. Bei den Baumaterialien wurden vermehrt Ziegel- anstelle von Natursteinen verwendet. Die klassischen Säulenordnungen wurden freier gestaltet. Ein zentrales Gestaltungselement wurden Mosaike, die vermehrt gemeißelte Darstellungen ablösten. Außerdem wurden zunehmend komplexere Kuppelbauten errichtet.

### Frühe Epoche

Die aus dem 6. Jh. stammende Hagia Irene in Konstantinopel, ein klassisches Beispiel für frühbyzantinische Architektur

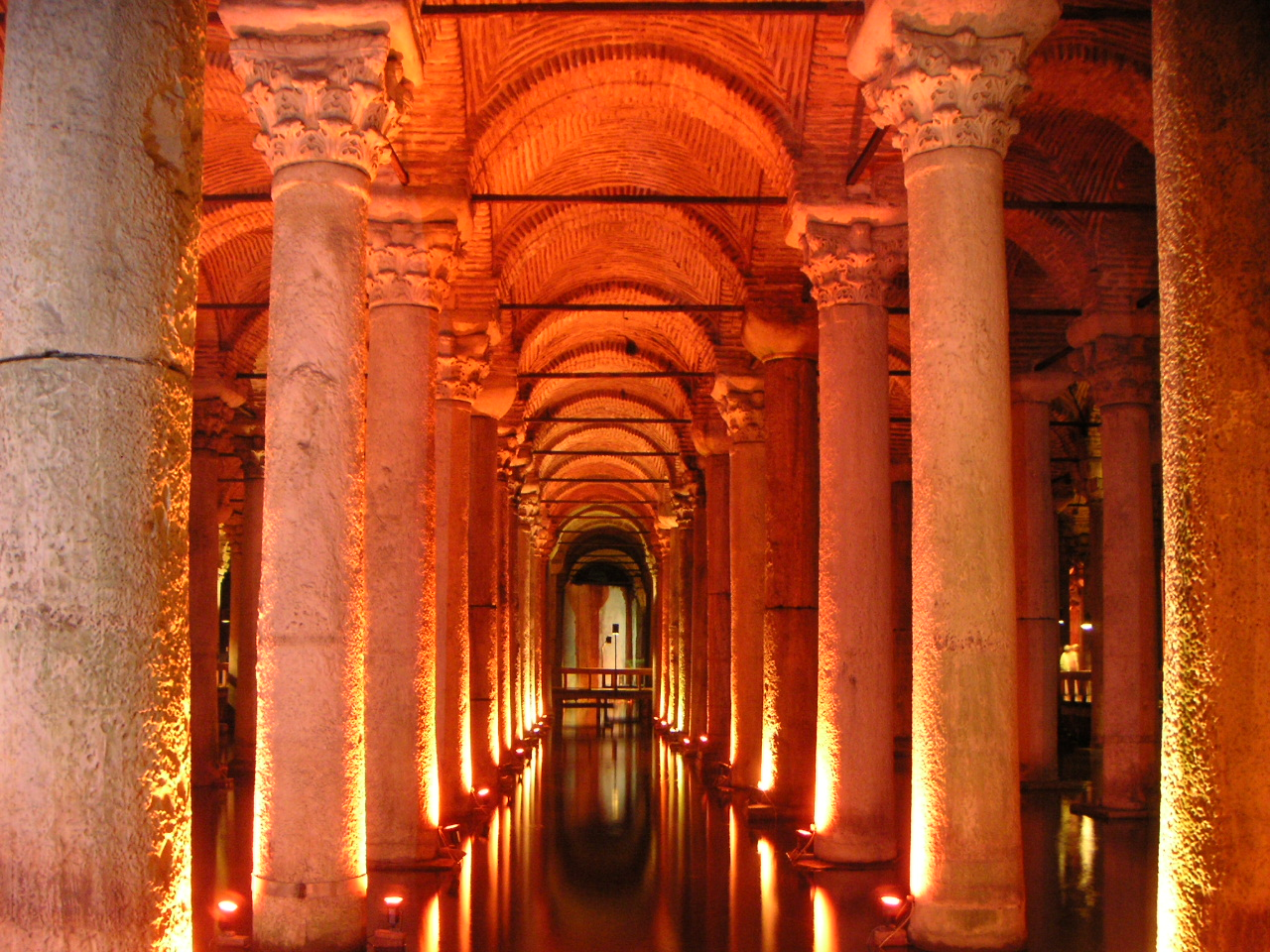
Der unterirdische Wasserspeicher Cisterna Basilica (6. Jh.)

Die bedeutendsten Beispiele für die frühe byzantinische Architektur datieren auf die Zeit der Herrschaft Kaiser Justinians und finden sich in Ravenna und Konstantinopel. Es stellt einen entscheidenden Fortschritt in der Architekturgeschichte dar, dass es Justinians Architekten gelang, ein komplexes System zu erarbeiten, das eine elegante Überleitung vom linearen Grundriss eines (Kirchen-)Baus zu dessen Kuppel(n) ermöglicht.
In Ravenna sind vor allem der Zentralbau San Vitale und die längliche Basilika Sant’Apollinare Nuovo zu nennen. In Konstantinopel entstanden unter Justinian die bekannte Hagia Sophia und die Hagia Irene, daneben die etwas früher entstandene Sankt Sergius und Bacchus (auch Kleine Hagia Sophia genannt), die möglicherweise den beiden anderen Kirchen Modell gestanden hat. Wie bei den erstgenannten findet sich auch hier eine Kombination sowohl von Elementen, die für den länglichen Basilika-Stil kennzeichnend sind, als auch solche, wie sie bei Zentralbauten verwendet werden.
Zu den bedeutendsten nichtkirchlichen Bauten dieser Zeit gehört der heute in Ruinen liegende Große Palast von Konstantinopel sowie die (allerdings bereits unter Theodosius II. begonnene) Theodosianische Landmauer, die bis heute mit ihrer Länge von 20 km und ihren mächtigen Türmen eine bedeutende Sehenswürdigkeit der Stadt geblieben ist und ein entscheidender Faktor dafür war, dass das Byzantinische Reich den Untergang Westroms ein ganzes Jahrtausend überdauern konnte. Zu nennen ist auch der „Versunkene Palast“, eine in den 530er Jahren angelegte sehr große unterirdische Zisternenanlage. Eine Vorstellung davon, wie ein byzantinischer Palast der damaligen Zeit ausgesehen hat, vermittelt ein Fries, der sich im ostgotischen Königspalast von Ravenna erhalten hat. Im Brückenbau ragen die monumentale Sangariusbrücke (6. Jahrhundert) und die Karamagara-Brücke (5./6. Jahrhundert), eine der frühesten Spitzbogenbrücken, hervor.
In der „Provinz“ sind vor allem zu nennen: Hagios Demetrios in Thessaloniki, das Katharinenkloster am Sinai und Djvari im heutigen Georgien. Dazu gehören auch die drei bedeutenden Kirchen in Etschmiadsin im heutigen Armenien. Es sind Bauten, die überwiegend im 7. Jahrhundert entstanden, und die kennzeichnend für die Entwicklung des Kirchenbaus im Byzantinischen Reich in der auf Justinian folgenden Zeit sind.

### Mittlere Epoche
In der mittleren Epoche der byzantinischen Geschichte gab es in der Architektur wenige nennenswerte Neuerungen. Der in dieser Zeit dominierende Ikonoklasmus war einer umfangreichen Ausschmückung von Kirchenbauten nicht förderlich. An Neubauten sind vor allem die Hagia Sophia in Thessaloniki sowie die Kirche Maria Himmelfahrt in Nikaia zu nennen; letztere wurde in den 1920er Jahren zerstört.
Die Zeit der Makedonischen Dynastie (867–1056) gilt als Inbegriff byzantinischer Kunst, hat allerdings in der Architektur nicht sehr viele bedeutende Spuren hinterlassen. Die im 9. Jh. unter Basileios I. erbaute Votivkirche des Theotokos von Phoros (heute nicht mehr existent) war vermutlich das Modell für die meisten folgenden Sakralbauten, darunter die Klosterkirche Hosias Lukas in Griechenland (um 1000), das Katholikon von Nea Moni auf Chios (unter Konstantin IX.), sowie das um 1050 entstandene Kloster Daphni bei Athen.
Auch in den Siedlungsgebieten der Slawen, die von griechisch-orthodoxen Missionaren bekehrt wurden, wurde die Bauweise dieser Zeit übernommen. Zu den bedeutendsten Bauwerken hier gehört die Sophienkirche in Ohrid und insbesondere die Kiewer Sophienkathedrale, die für die weitere Architekturgeschichte Russlands eine bedeutende Rolle spielt. Beide Bauten spiegeln die Tendenz zu immer mehr Nebenkuppeln, die nun auf zylinderförmige Aufbauten aufgesetzt wurden.

### Komnenische und palaiologische Epoche

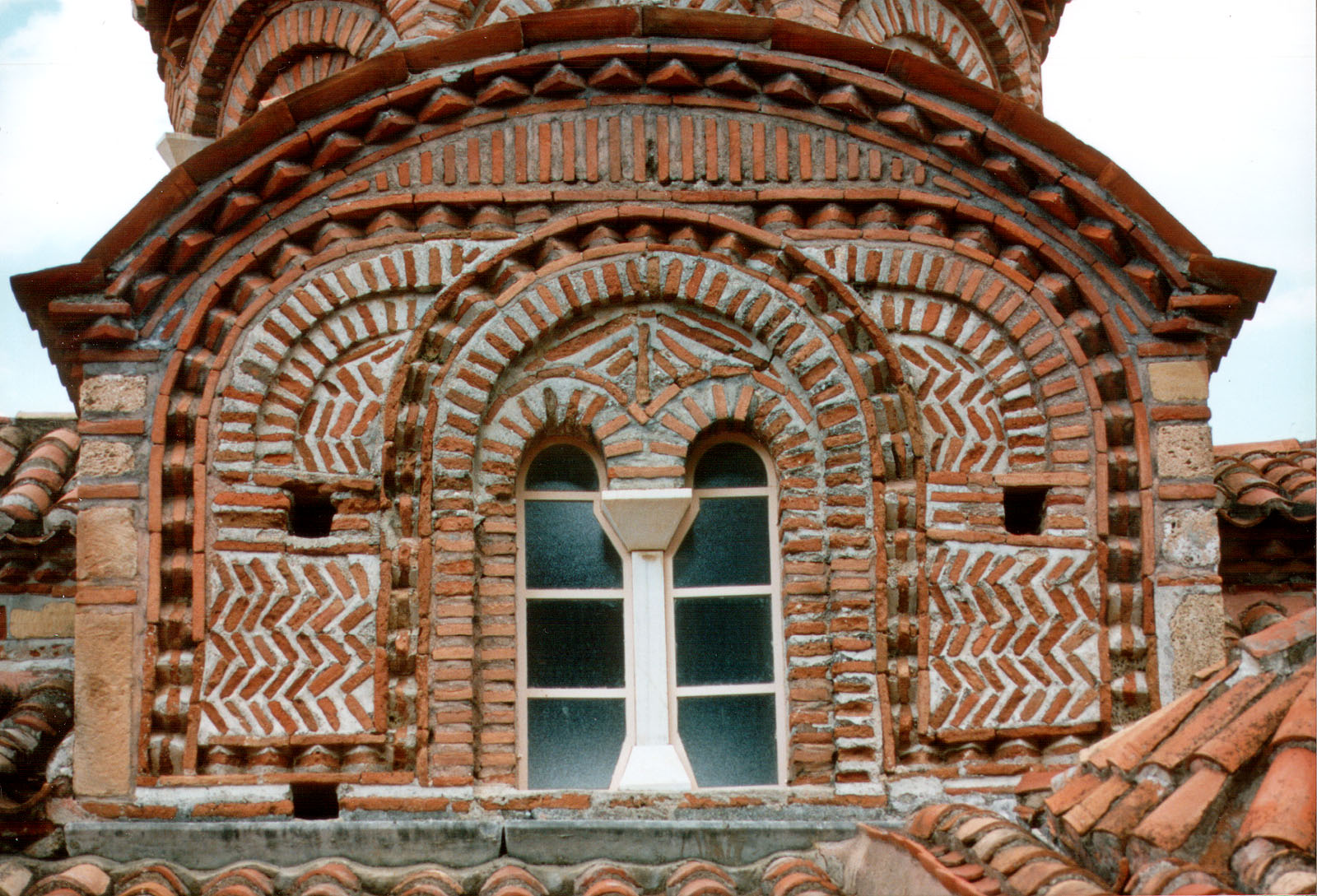
Baudetail der Kirche Agia Sofia in Mystras

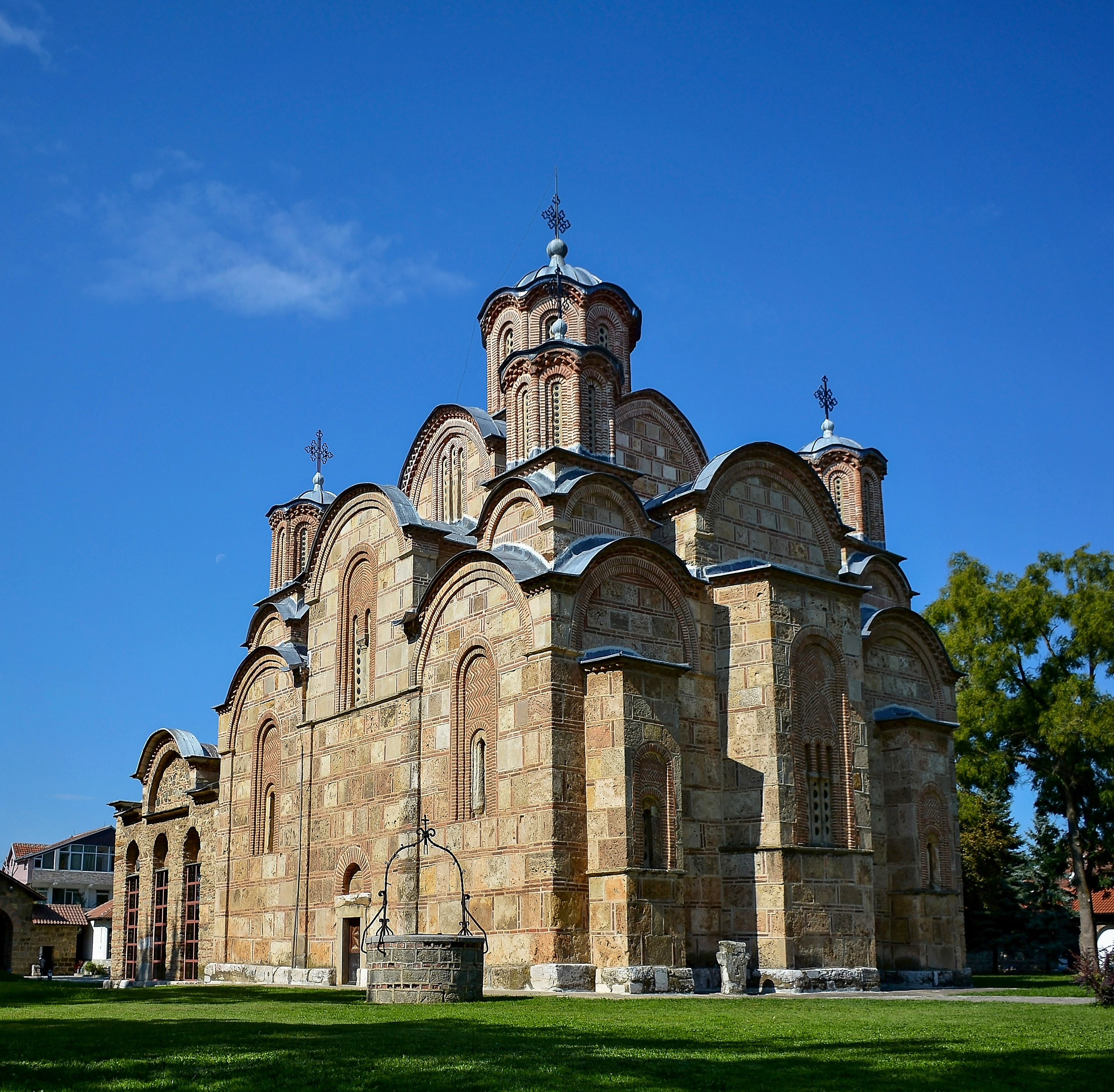
Als Fünfkuppelkirche zeichnet sich das Katholikon Gračanicas durch zwei eingeschriebene Kreuze und deutlich in die Höhe gestreckte Tamboure aus.

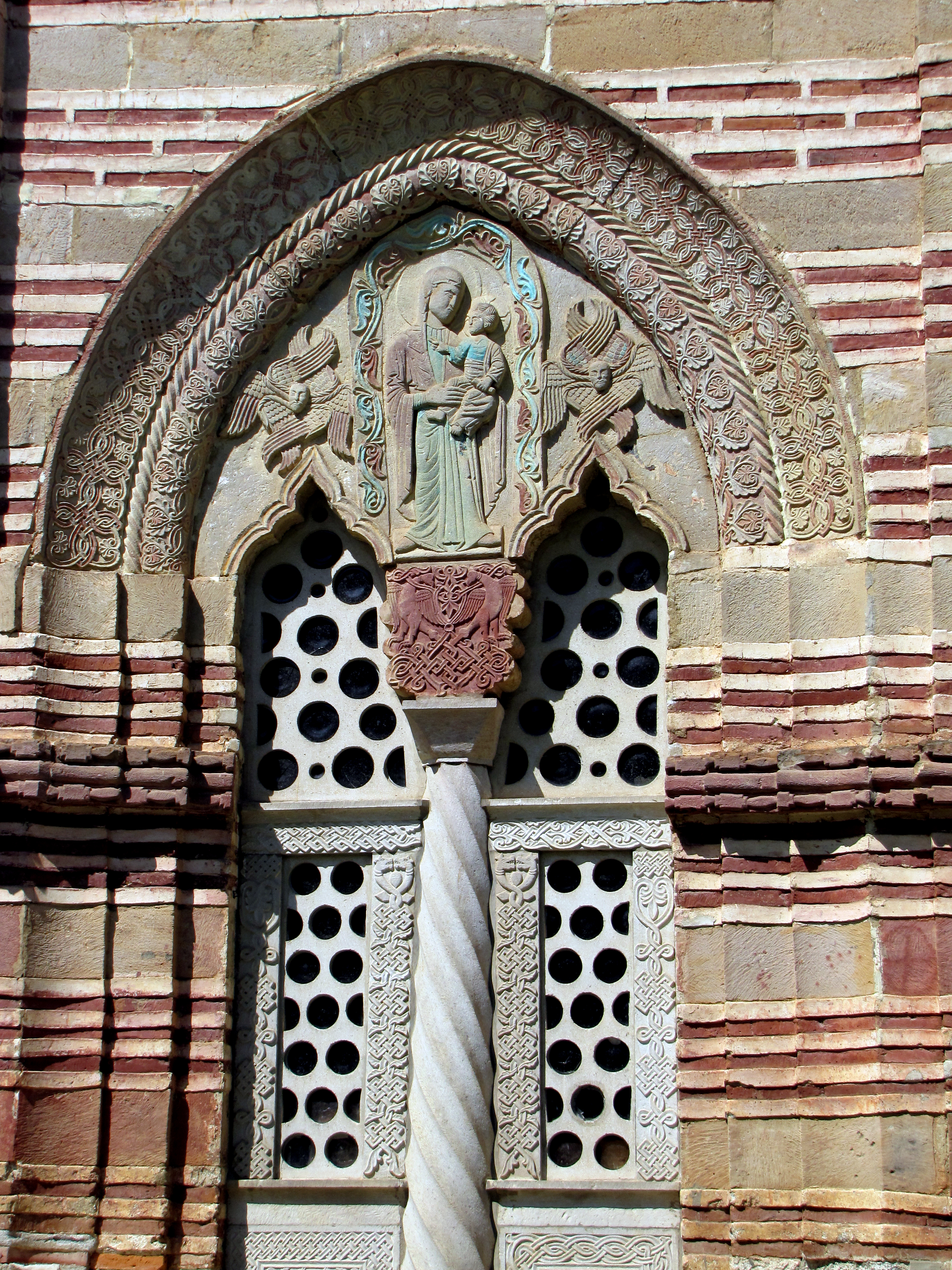
Byzantinische Kirchen der Spätphase sind durch polychromatische Fassaden und ornamentale Gestaltung der Friese, Fensterrahmen und Rosetten gekennzeichnet. Besonders reich ist das Biforium der Klosterkirche Kalenić, gebaut nach 1407, geschmückt.

In Konstantinopel und im byzantinischen Kleinasien finden sich nur wenige architektonische Zeugnisse aus komnenischer Zeit, bis auf einige sehenswerte Felsenkirchen in Kappadokien (z. B. Elmali Kilise). Es haben sich vor allem Bauten an der Peripherie der byzantinischen Welt erhalten, wo sich der byzantinische Formenkreis zu charakteristischen nationalen Stilen weiterentwickelte. Zu sehen in den transkaukasischen Ländern, Russland, Bulgarien, Serbien und anderen slawischen Ländern, sowie in Sizilien (hier vor allem die Cappella Palatina) und in Venetien (Markusdom, Torcello-Kathedrale). Die italienischen Bauten sind trotz Kirchenspaltung im 11. Jahrhundert noch lange Zeit byzantinisch beeinflusst worden.
Der Vierte Kreuzzug von 1203/1204 brachte eine deutliche Schwächung des Byzantinischen Reiches mit sich, das durch den Angriff der Kreuzfahrer an den Rand der Auslöschung gebracht wurde. Die Eroberung der Hauptstadt ging auch mit der Plünderung und Zerstörung zahlreicher unter anderem architektonischer Kunstschätze einher. Erst mit der Rückeroberung der Stadt durch die Palaiologen setzte wieder ein kultureller Aufschwung ein, der sich auch im Bau neuer Kirchen niederschlug. In Konstantinopel entstanden ein Dutzend neuer Sakralbauten, darunter die Chora-Kirche und die Pammakaristos-Kirche. Anders als bei den slawischen Kirchen verzichteten die palaiologischen Architekten auf die besondere Betonung der Vertikalen, sodass die entsprechenden Bauten oft eher unscheinbar wirken, mit Ausnahme der Hagia Sophia in Trapezunt.
Als wichtigste Mäzene der byzantinischen Architektur nach dem Fall Konstantinopels traten auf der Balkanhalbinsel die Mitglieder der serbischen Nemanjiden-Herrscherdynastie auf. Mit der Errichtung der Muttergotteskirche im Kloster Studenica, als späterer Grabeskirche des dynastischen Gründers Stefan Nemanja, begannen die Bauten weiterer serbischen Könige und Kaiser als Stiftungen nach byzantinischen Vorbildern. Seinen Höhepunkt bildete dieses Mäzenatentum in der Zeit Stefan Uroš II. Milutins. Als Hauptwerk der palaiologischen Fünfkuppelkirchen entstand hier das Kloster Gračanica, dem eine ausgewogene Synthese einer byzantinischen Kreuzkuppelkirche mit vertikaler Akzentuierung und Dynamik zugrunde liegt. Gleichzeitig entstand das Katholikon im Kloster Hilandar auf direkten komnenischen Vorbildern in Konstantinopel. Eine Sonderstellung nimmt das größte spätmittelalterliche religiöse Gebäude der Balkanhalbinsel, das Katholikon im Kloster Visoki Dečani ein, zeigt es doch gotische Stilelemente und einen basikalen Grundriss. Eine verwandte Synthese findet sich ein Jahrhundert später im Kloster Manasija, wobei dieses zum sich Ende des 14. Jahrhunderts etablierenden Kirchentyp mit stets trikonchonalen Grundriss gehört. Die Kirchen haben in der Spätphase der byzantinischen Architektur allgemein eine polychromatische Fassadengestaltung und auffällige Ornamentik. Im Kloster Kalenić reiften sie zur stilistischen Vollendung.
Als charakteristischer Bau für die byzantinische Spätzeit gilt die Apostelkirche in Thessaloniki, deren Außenmauer eine detailreiche Dekoration in komplexer Ziegelbauweise bzw. mit glänzender Keramik aufweisen. Zu den weiteren Bauten, die in der Zeit vor dem endgültigen Fall Konstantinopels errichtet wurden, zählen die Kloster auf dem Berg Athos und in Mystras (etwa das Brontocheion-Kloster).

## Bauliche Merkmale

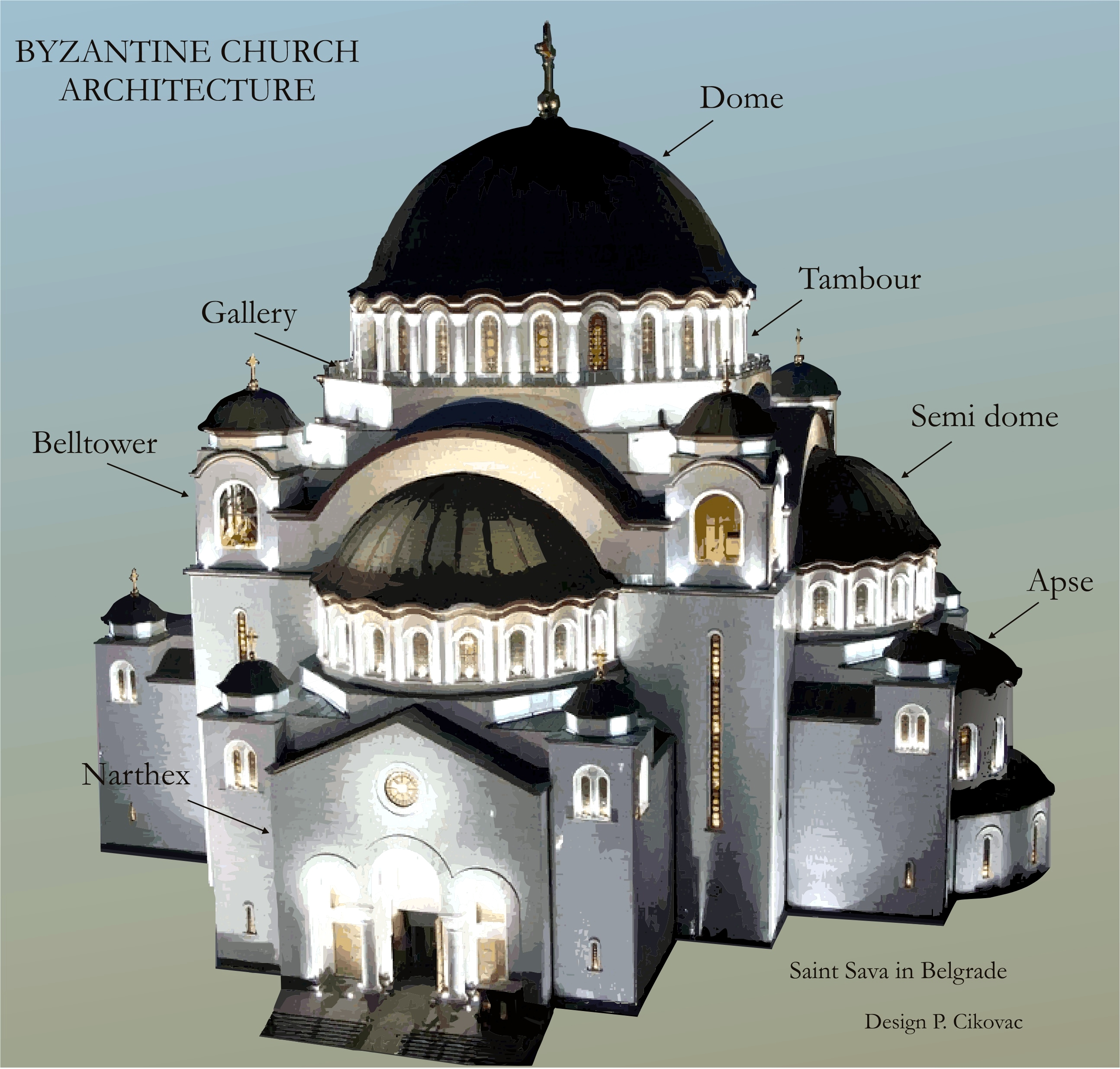
Isometrische Gestaltung in einer neobyzantinischen Kreuzkuppelkirche. Hier: Dom des Heiligen Sava in Belgrad

Bereits die unter Konstantin in Palästina errichteten Kirchen weisen zwei grundsätzliche Baupläne auf: die Basilika, ein Axialbau, wie er sich bei der Grabeskirche in Jerusalem findet, sowie der Zentralbau, den man bei den oktogonalen Kirchenbauten in Antiochia antrifft. Zentralbauten waren fast immer gewölbt, wiesen also in aller Regel eine zentrale Kuppel auf. Dies erforderte die Anlage relativ massiver Mauern, die das Gewicht der Kuppel aufzufangen hatten, aber häufig mit tiefen Nischen versehen waren. In der Georgskirche von Salonika aus dem 5. Jahrhundert. Daneben trifft man auf gewölbte Mittelgänge wie in der Kirche Santa Costanza in Rom (4. Jahrhundert). In einer anderen Variante wurde der Zentralbau an vier Seiten durch Anbauten erweitert, sodass sich im Grundriss eine Kreuzform ergab, wie beim Mausoleum der Galla Placidia in Ravenna aus dem 5. Jahrhundert. Die berühmteste Kirche mit einem solchen kreuzförmigen Grundriss war die Apostelkirche in Konstantinopel. Gewölbe wurden auch schon sehr früh in Basiliken angelegt, so etwa bei der im 6. Jahrhundert entstandenen Hagia Irene in Konstantinopel, bei der der längliche Baukörper mit zwei Kuppeln überbaut ist.

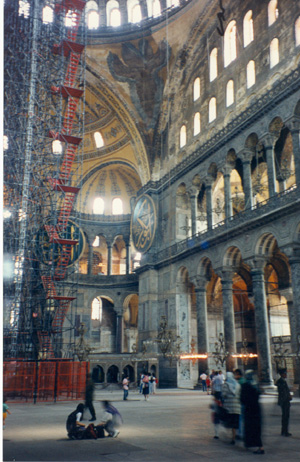
Inneres der Hagia Sophia

Bei der Sergius-Kirche in Konstantinopel und San Vitale in Ravenna, zwei zum Typ der Zentralbauten zählenden Kirchen, findet man eine Ausweitung des oktogonalen Innenraumes durch Anbauten an der Apsis, woraus sich eine Kombination ergab, die zu den bedeutendsten Leistungen in der byzantinischen Architekturgeschichte zählt. Die kleine Hagia Sophia (Sergius-Kirche) hat eine ursprüngliche Länge von 30 Metern und konnte durch die Hinzufügung von zwei Halbkreisen auf der West- bzw. der Ostseite auf 60 Meter erweitert werden, wobei an diese Halbkreise wiederum drei kleinere Apsiden im Osten und zwei im Westen angefügt wurden. Hierdurch ergab sich eine Struktur von 80 Metern Länge, die im zentralen Bereich eine Breite von 30 Metern erreichte und die vollständig mit Kuppeln überbaut wurde. Über den schneckenartig gebauten kleinen Apsiden erheben sich zwei Halbkuppeln, die die Halbkreise abdecken. Zwischen diesen Halbkuppeln steigt die mächtige Mittelkuppel empor. Diese wird im Süden und im Norden von den Gewölben des zweigeschossigen Mittelganges abgestützt, der dem Bau einen rechteckigen Grundriss verleiht.
Bei der Apostelkirche in Konstantinopel im 6. Jahrhundert wurde der kreuzförmige Baukörper mit fünf Kuppeln versehen, wobei die mittlere am höchsten ist. Nach dem 6. Jh. entstanden keine Kirchen mehr, die in irgendeiner Weise mit den unter Justinian gebauten hätten konkurrieren können. Die Bauten näherten sich lediglich dem nun erreichten Standard mehr und mehr an. Der zentrale Bereich mit der mittleren Kuppel wurde in ein bedeutend größeres Rechteck integriert, dessen vier den Himmelsrichtungen entsprechenden Abschnitten im Gewölbesystem der Kirche höher ausgeführt wurden als die Bereiche der Ecken, sodass auf diese Weise Längs- und Querschiffe entstanden. Der zentrale Bereich wurde manchmal rechteckig, manchmal oktogonal ausgeführt, oder man baute zumindest acht statt vier die Kuppel stützende Pfeiler, während Längs- und Querschiffe in der Ausführung schmaler waren.
Ein typischer Bauplan der damaligen Zeit lässt sich erreichen, indem man bei einem Quadrat die Seiten jeweils in drei Abschnitte gliedert, bei denen die mittleren Abschnitte jeweils länger sind als die seitlichen, und dann die gegenüberliegenden Seiten entsprechend verbindet, sodass sich neun kleinere Quadrate ergeben. Nun werden auf der Ostseite drei Apsiden angefügt, während im Westen ein Eingangsportal ergänzt wird, das bis zur Vorderseite reicht. Dort auf der Vorderseite kommt ein rechteckiger Hof hinzu, der als Atrium dient und meist einen Brunnen enthält. Das Eingangsportal ist der so genannte Narthex des Baus, unter der Kuppel befindet sich die Kanzel, aus der die Schrift gelesen wird, während sich unter der Kanzel der Raum für den Chor der Sänger befindet. Im Osten des Zentralraums war eine Trennwand, die das so genannte Bema, den Bereich des Altars, vom übrigen Raum abtrennte. Diese Trennwand, die mit Bildern beschmückt war, bildete die Ikonostasis. Der Altar selbst war von einem Baldachin (Ziborium) beschützt, der von Säulen getragen wurde. In der Rundung der Apsis befand sich eine aufsteigende Reihe von Bänken, das Synthronon, in deren Mitte sich an der östlichsten Stelle der Thron des Patriarchen befand. Die zwei kleineren Bereiche und Apsiden an den Seiten des Bema dienten als Sakristeien und trugen die Bezeichnung Diakonikon und Prothesis. Die Kanzel und das Bema waren durch die so genannte Solea verbunden, einem erhöhten Gang, der von einem Geländer oder einer niedrigen Mauer eingefasst war.
Der Einfluss aus dem Osten zeigte sich vor allem in der Art und Weise, wie die äußeren Ziegelmauern dekoriert waren. Die Mauern des 12. Jahrhunderts, deren Ziegel eher roh in Form gebracht wurden, waren so platziert, dass sich waagerechte ornamentale Linien ergaben, die sich an Muster der kufischen Schrift anlehnten. Auch findet man weitere Muster, Zickzacklinien und Ähnliches, wie sie als Dekoration vieler persischer Gebäude verwendet wurden. Die Kuppeln und Gewölbe waren von außen mit Blei oder mit Dachziegeln bedeckt, wie sie bereits im Römischen Reich verwendet wurden. Die Fenster- und Türrahmen wurden in Marmor ausgeführt, während Oberflächen im Innern der Bauten, vor allem in den höher gelegenen Teilen, reich mit Mosaiken und Fresken geschmückt waren. Die Wände in den unteren Bereichen waren mit Marmorplatten besetzt, die zwar eine durchgehende Oberfläche bildeten, durch die Auswahl besonders schöner Exemplare aber eine farbenprächtige Reihe großer Tafeln bildeten.

## Das byzantinische Erbe
Im Westen wurde der byzantinische Baustil, z. B. in Kirchen auf Sardinien oder in Ravenna und Venedig (Markusdom) vertreten (siehe: Vorromanik), von der romanischen und schließlich der gotischen Architektur abgelöst. Im Osten übte er einen entscheidenden Einfluss auf die islamische Architektur aus. So lässt sich der byzantinische Einfluss klar an so bedeutenden Bauten wie der Umayyaden-Moschee in Damaskus oder dem Felsendom in Jerusalem ablesen, an deren Bau byzantinische Handwerker und Dekorateure beteiligt waren. Die byzantinische Baukunst wurde in lokal geprägten Formen, in Russland, Rumänien, Georgien und anderen orthodoxen Ländern noch nach dem Untergang des Byzantinischen Reiches ausgeübt und entwickelte sich dort zu nationalen Formen weiter.
Byzantinische Elemente wurden in der Neuzeit, ab dem späten 18. Jahrhundert, durch die Neobyzantinische Architektur wiederbelebt. In Russland war Konstantin Thon einer ihrer bedeutendsten Vertreter, der zahlreiche Schüler hatte und die Wladimirkathedrale von Kiew, die Nikolai-Marinekathedrale in Kronstadt, die Alexander-Newski-Kathedrale in Sofia und das Neue-Athos-Kloster bei Suchumi schuf. Zu den größten neobyzantinischen Bauten des 20. Jahrhunderts zählt die Kathedrale des Hl. Sava in Belgrad.